# Едді Бейлі
Едді Бейлі (англ. Eddie Baily, нар. 6 серпня 1925, Лондон — пом. 13 жовтня 2010, Велвін-Гарден-Сіті) — англійський футболіст, що грав на позиції півзахисника.
Виступав, зокрема, за клуб «Тоттенгем Готспур», а також національну збірну Англії.
Чемпіон Англії. 

## Клубна кар'єра
Народився 6 серпня 1925 року в місті Лондон. Вихованець футбольної школи клубу «Тоттенгем Готспур». Дорослу футбольну кар'єру розпочав 1946 року в основній команді того ж клубу, в якій провів десять сезонів, взявши участь у 296 матчах чемпіонату. Більшість часу, проведеного у складі «Тоттенгем Готспур», був основним гравцем команди.
Згодом з 1956 по 1958 рік грав у складі команд клубів «Порт Вейл» та «Ноттінгем Форест».
Завершив професійну ігрову кар'єру у клубі «Лейтон Орієнт», за команду якого виступав протягом 1958—1960 років.
Помер 13 жовтня 2010 року на 86-му році життя у місті Вевлін-Гарден-Сіті.

## Виступи за збірні
У 1950 році захищав кольори Другої збірної Англії. У складі цієї команди провів 3 матчі, забив 1 гол.
У тому ж 1950 році дебютував в офіційних матчах у складі національної збірної Англії. Протягом кар'єри у національній команді, яка тривала усього 3 роки, провів у формі головної команди країни 9 матчів, забивши 5 голів.
У складі збірної був учасником чемпіонату світу 1950 року в Бразилії.
| Дата       | Місто          | Господарі         | Результат | Гості     | Турнір                              | Голи | Примітки |
| ---------- | -------------- | ----------------- | --------- | --------- | ----------------------------------- | ---- | -------- |
| 02/07/1950 | Ріо-де-Жанейро | Іспанія           | 1 – 0     | Англія    | ЧС 1950 - 1-й етап                  | -    |          |
| 07/10/1950 | Белфаст        | Північна Ірландія | 1 – 4     | Англія    | Домашній чемпіонат Великої Британії | 2    |          |
| 15/11/1950 | Сандерленд     | Англія            | 4 – 2     | Уельс     | Домашній чемпіонат Великої Британії | 2    |          |
| 22/11/1950 | Лондон         | Англія            | 2 – 2     | Югославія | товариський матч                    | -    |          |
| 20/10/1951 | Кардіфф        | Уельс             | 1 – 1     | Англія    | Домашній чемпіонат Великої Британії | 1    |          |
| 28/11/1951 | Лондон         | Англія            | 2 – 2     | Австрія   | товариський матч                    | -    |          |
| 25/05/1952 | Відень         | Австрія           | 2 – 3     | Англія    | товариський матч                    | -    |          |
| 28/05/1952 | Цюрих          | Швейцарія         | 0 – 3     | Англія    | товариський матч                    | -    |          |
| 04/10/1952 | Белфаст        | Північна Ірландія | 2 – 2     | Англія    | Домашній чемпіонат Великої Британії | -    |          |
| Усього     |                | Матчів            | 9         |           | Голів                               | 5    |          |

## Титули і досягнення
- Чемпіон Англії (1):

«Тоттенгем Готспур»:  1950–51
- Володар Суперкубка Англії (1):

Збірна Англії:  1950